# Jacob Augustus Lockhart Clarke
Pour les articles homonymes, voir Lockhart et Clarke.
Jacob Augustus Lockhart Clarke, né en 1817, mort le 25 janvier 1880 est un neuroanatomiste, neuropathologiste, neurologue, et physiologiste britannique. Il est surtout connu pour ses contributions à la connaissance de l'anatomie de la moelle épinière.

## Biographie
Clarke a été le premier à établir l'emplacement du noyau dorsal, qu'il a ensuite appelé « colonne postérieure vésiculaire » et à décrire le noyau intermediolateralis. Il a également distingué le noyau cunéiforme médial du noyau cunéiforme latéral (également appelé « noyau de Monakow » en l'honneur du neuropathologiste Constantin von Monakov). On lui doit l'introduction de la technique de fixation histologique des tissus dans le baume du Canada.
Il a publié de nombreux essais sur l'anatomie et la physiologie du bulbe rachidien et de la moelle épinière. Parmi ses travaux publiés figurent aussi des études sur le tétanos, le diabète, la paraplégie et l'amyotrophie. Il est l'auteur d'études anatomocliniques détaillées de deux cas de sclérose latérale amyotrophique, réalisées dans les années 1860, c'est-à-dire avant la dénomination de cette maladie par Jean-Martin Charcot en 1874.

## Éponymie
Il a laissé son nom au noyau de Clarke (ou colonne de Clarke) et au corps de Clarke.